# 連千毅
連千毅（1986年3月27日—），臺灣雲林縣崙背鄉人，原名連健任，綽號吃漢堡、現主席、馬桶爆炸，早年參加竹聯幫，曾因暴力討債、放高利貸等刑案入獄，現為天道盟太陽會核心成員。2019年法院一、二審皆依連千毅主持犯罪組織、成年人教唆少年非法持有槍枝罪判刑7年，另強制、剝奪他人行動自由、毀損等罪判1年徒刑，得易科罰金；2023年5月最高法院駁回上訴、全案定讞。6月1日發監服刑。

## 生平概略
1986年，連健任出生於雲林縣崙背鄉豐榮村，後改名為連千毅。
在他14歲遭遇父母投資失利後，他前往臺北縣蘆洲市謀求事業發展，並加入黑社會組織。
2008年末，他的事業受金融風暴波及，損失金額超過新臺幣百萬元，他的資產因而急速下降。
2011年，身為暴力討債集團主嫌，他被內政部警政署列為治平專案對象。隨後，他因行為涉及「暴力討債」、「恐嚇取財」、「妨害自由」等罪嫌，遭臺北市政府警察局逮捕；後於獄中結識多位天道盟領導人。出獄後，他加入天道盟太陽會苗栗分會，又察覺網路直播購物事業獲利機會不少，於是投入其中。
投入該事業後，他很快就成為網路紅人，也在天道盟太陽會中廣受矚目。他從事直播購物事業，連千毅曾在拍賣直播中，用多種模仿台灣街頭叫賣的不同的話術對觀眾進行推銷，他的口頭禪「現主時」（原為「現此時」，指「現在」）、「包軌」（原為「包過去」，指「包一包送過去」），甚至對棄標者以潑婦罵街的詛咒、並進行有粗話且惡毒的警告。他也喜歡引經據典、講成語、俗語、歇後語，偶爾帶有臺語黑話；其後，連千毅於當時所屬的蘭庭國際，將其經典話語精選並整理成LINE貼圖公開販售。
雖然直播表演功夫一流，卻常與買家發生爭議，每被買家痛批時，他往往會率眾找到該買家「私下討論」，曾有一次網友批評後，找到該網友，買了大量漢堡逼迫對方吃完，輿論戲稱是《包龍星食餅》翻版。連某並在直播中意外失言嗆三重地區角頭「攏呷屎」，造成大量黑道成員到臺北市重慶南路尋仇，連千毅後來開直播道歉 。
自從他加入天道盟太陽會後，他在其中的知名度快速攀升，第五任盟主曾盈富及其他領導人召見。天道盟太陽會前苗栗分會長謝育全也對他十分信任，曾讓他擔任「太陽會苗栗分會副會長」。
後來，他再度涉入刑事案件；該案於2020年7月底宣告判決結果。同年9月9日，他獲准交保並公開宣示再度投入網路直播事業。

## 犯罪紀錄

### 2018年恐嚇危害安全罪案件
2018年12月29日14時前後，一位郭姓男子在與連千毅討論退貨及退費相關事宜時，雙方發生爭執。連千毅隨後在與對方交涉過程中涉及恐嚇等行為。隨後，他被臺灣橋頭地方檢察署依恐嚇罪嫌起訴，臺灣橋頭地方法院隨即宣吿對他處以拘役60天之判決。 

### 「高雄直播主之亂」
2019年9月17日至19日，他在高雄市與另一位地方角頭網拍直播主鄭大仁（也是寵物用品店老闆）發生衝突，雙方分別率眾於市區街道上公開鬥毆；該事件後演變為政治相關事件，時任中華民國內政部部長徐國勇及內政部警政署刑事警察局局長黃明昭（受內政部警政署署長陳家欽指派）等，前往當地商討案件後續處理事宜；時任高雄市市長韓國瑜的一些支持者，因認為有心人士刻意藉該事件誇大當地治安惡化情況，紛紛在輿論上攻擊執政黨民主進步黨。
韓國瑜於同月19日在記者會上表示「請高雄市民朋友要相信市政府團隊，對維護治安的決心絕對不會打折扣」。高雄市政府警察局不久後發布對一心路派出所轄區的人事異動調整資訊。

#### 事件經過
本事件起因爲「網路買賣糾紛」，因鄭大仁胞妹購買連千毅所售定價新臺幣6,000元「超級福箱」，但對商品價值有疑慮，要求退貨未果而衍生衝突。鄭大仁屢屢對連千毅言語挑釁，從而引發衝突；連千毅在直播時也言語反擊，因而展開一連串報復行為。
2019年9月17日夜，鄭大仁率眾前往連千毅設於鼓山區之倉庫；鄭大仁在場過程全被錄影。同月18日21時，連千毅、鄭大仁兩方短暫休兵，但隨後該倉庫再度遭車輛包圍衝撞，鄭大仁的店鋪前也傳出槍聲，大門玻璃佈滿彈孔未碎。
同月21日，連千毅在新北市中和區遭警方逮捕，隨後被警方戒護押解至高雄接受訊問與偵查；臺灣高雄地方檢察署及高雄市政府警察局，按照恐嚇、危害安全、毀損罪、組織犯罪防制條例等多項法規及相關罪名，將他移送臺灣高雄地方法院並聲請予以羈押。同月23日，連千毅被法院裁定收押禁見。經有關單位確認，他販售的知名廠牌商品為仿冒品，共16項商品被確認安裝「仿冒商標」，品項包含手提包、皮夾、手錶、皮包等，侵權市值高達新臺幣273萬8,715元。
同年11月，相關案件承辦檢察官向負責案件審理之法院聲請延後連千毅的羈押期限，臺灣高雄地方法院隨即裁定延押2個月。連千毅向臺灣高等法院高雄分院提起抗告，合議庭法官確認有延押必要，裁定抗告駁回。
2020年1月15日，高雄地檢署偵查終結，檢方依違反《組織犯罪防制條例》、《槍砲彈藥刀械管制條例》等多項罪嫌，起訴包含連千毅、天道盟太陽會高雄分會分會長謝育全、鄭大仁等27人。連千毅等人於偵查中始終否認相關犯罪；檢察機關因此對該幫派成員8人提起偽證告訴。換至臺灣高雄地方法院審理後，該法院裁定連千毅繼續收押禁見。2020年7月29日，一審法官依組織、槍砲等罪判以7年徒刑，而恐嚇、強制等罪則判1年徒刑得易科罰金。

### 「NFT詐騙疑雲」
2022年9月6日，連千毅因NFT涉嫌詐欺、洗錢而遭新北地檢署指揮刑事局偵四大隊逮捕。

#### 事件經過
2022年初，因順應NFT風潮，連千毅推出限量且昂貴的連千毅NFT。他聲稱這些NFT不僅未來價值會漲，並且不想繼續持有時，可以依照持有數量與他兌換相對應的產品（如6張NFT可以換一克拉鑽石再送蘋果手機、20張NFT可以兌換一台Toyota汽車等。）同時聲稱其所販售之高價產品與名牌只得藉由NFT交易，吸引眾人購買之。在發行不久後，連千毅遭youtuber勾惡發布影片踢爆其NFT的詐騙疑雲，引起兩方及其粉絲在網上爭吵，甚至使連千毅與勾惡約戰5/5號6點於桃園體育館，桃園市警方因此加派警力並管制交通。最後於其他網紅（館長、吳泓逸與春風）參與此爭辯與雙方大哥調節的情況下，兩方暫時停戰，連千毅並未赴約，並稱其於當日在其他地方做公益，而勾惡也於5月5號6時直播乘車繞經桃園體育館（並未下車）。而在客戶購買後，連千毅並未兌現其承諾，客戶並不能用其兌換商品，讓客戶懷疑其價值，並有詐欺與洗錢的嫌疑，因此客戶選擇報警與提告。然警政署並無明確證據能逮捕。某日，連千毅突然將其NFT突然價格標示為0元甚至下架，讓更多受害者驚覺受騙，因而報警，使警方握有的證據持續增加。在長達4個月對連千毅的直播側錄以及多位受害人因購買連千毅NFT而造成財產損失的情況下，警方於9月6日出警逮捕之。警方於當場發現的名牌(如勞力士、珠寶、蘋果手機)經保二大隊查驗皆為假貨。對此，連千毅稱他本人只是代言。隔日，連千毅以20萬新台幣交保。

## 外部連結
- 連千毅的Facebook專頁